# East Rutherford
East Rutherford är en stad i delstaten New Jersey i USA. Den ligger i Bergen County i delstatens nordöstra del och ingår i New Yorks storstadsregion.

## Sportanläggningar
Meadowlands Sports Complex, med bland annat MetLife Stadium, Izod Center och Meadowlands Racetrack. 

### Fotnoter
1. ↑  DP-1 - Profile of General Population and Housing Characteristics: 2010 for East Rutherford borough, Bergen County, New Jersey, United States Census Bureau. Läst 29 juli 2012.